# Котора синьощокий
Котора синьощокий (Pyrrhura lepida) — вид папугоподібних птахів родини папугових (Psittacidae). Ендемік Бразилії. Раніше вважався конспецифічним з червоногрудим которою.

## Підвиди
Виділяють три підвиди:
- P. l. lepida (Wagler, 1832) — північно-східна Пара і північно-західний Мараньян;
- P. l. anerythra Neumann, 1927 — схід Пари;
- P. l. coerulescens Neumann, 1927 — західний і центральний Мараньян.

## Поширення і екологія
Синьощокі котори мешкають на північному сході Бразилії, зокрема на острові Маражо. Вони живуть у вологих рівнинних тропічних лісах, на узліссях і галявинах. Зустрічаються зграями, живляться переважно плодами.

## Збереження
МСОП класифікує цей вид як вразливий. За оцінками дослідників, популяція синьощоких котор становить приблизно 8700 дорослих птахів. Їм загрожує знищення природного середовища.